# ジゴキシゲニン
ジゴキシゲニン（英: digoxigenin、DIG）は、ジギタリス属の植物 Digitalis orientalis や Digitalis lanata の花や葉に存在するステロイドである。ジゴキシンのアグリコン。

## 概要
分子サイズが小さいこと、生体分子に結合させることが比較的容易であること、ジゴキシゲニンを検出する抗体が存在することなどから、生化学における研究ツールとして用いられている。フルオレセインと共に、非放射性標識 in situ ハイブリダイゼーションにおける最も一般的なプローブ標識として用いられる。ジゴキシゲニンはRNAのヌクレオシド三リン酸のうちの1種類（ウリジン三リン酸 uridine triphosphate、UTPが一般的）に結合され、RNAプローブを合成する際にプローブに取り込まれる。